# Ponte del Millennio
Il Ponte del Millennio (in montenegrino: Most Milenijum – Мост Миленијум) è un ponte strallato che attraversa il fiume Morača a Podgorica, in Montenegro.

## Descrizione
Il ponte è stato progettato dalla società slovena Ponting e da Mladen Ulićević professore alla facoltà di ingegneria civile di Podgorica. Fu costruito dalla società slovena Primorje e inaugurato il 13 luglio 2005, giorno della festa nazionale del Montenegro. Divenne rapidamente uno dei monumenti più importanti della città.
Il ponte è lungo 173 metri, con il pilone centrale alto 57 m. Dodici cavi sorreggono il ponte e le carreggiata, mentre altri ventiquattro sono collegati a dei contrappesi.
La costruzione è iniziata nel 2005 e il costo è stato di circa 7 milioni di euro. Il ponte è attraversato da due corsie adibite per il traffico veicolare e una passerella pedonale.